# 韦日
韦日（法語：Vaiges，法語發音：[vɛʒ]）是法国马耶讷省的一个市镇，位于该省东部略偏南，属于拉瓦勒区。

## 地理
韦日（48°2'27"N, 0°28'34"W）面积36.26 平方千米，位于法国卢瓦尔河地区大区马耶讷省，该省份为法国西北部内陆省份，北起芒什省和奧恩省，西接伊勒-维莱讷省，南至曼恩-卢瓦尔省，东临萨尔特省。
与韦日接壤的市镇（或旧市镇、城区）包括：拉巴祖日德谢姆雷、拉沙佩勒兰苏安、圣乔治勒弗莱沙尔、圣莱热、埃尔沃河畔圣皮埃尔、索尔日、韦特河畔苏尔热、布朗杜埃-圣让。
韦日的时区为UTC+01:00、UTC+02:00（夏令时）。

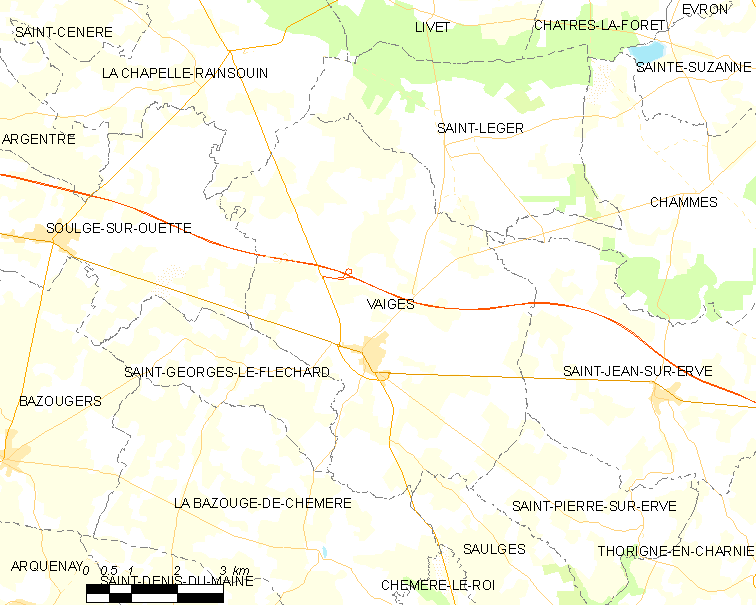
韦日的OSM定位图

## 行政
韦日的邮政编码为53480，INSEE市镇编码为53267。

## 政治
韦日所属的省级选区为梅莱迪迈讷县。

## 交通
法国国家A81号高速公路经过境内并设有2号出入口。马耶讷省省道D24线、D57线、D125线、D140线、D152线、D281线、D554线和D583线在境内交汇。

## 人口

1962-2008年间韦日人口变化图示

韦日于2022年1月1日时的人口数量为1164人。